# عزرا فووت
عزرا فووت هو سياسي أمريكي، ولد في 1809، وتوفي في 1885. نشط حزبياً في الحزب الجمهوري. وقد انتخب عضو مجلس ولاية ويسكونسن ‏.